# Vallejo (Kalifornija)
Vallejo je grad u američkoj saveznoj državi Kalifornija. Prema popisu stanovništva iz 2010. u njemu je živjelo 115.942 stanovnika.